# Léon Saunier
Léon Saunier (vollständiger Name: Jean Charles Erneste Léon Saunier; * 25. April 1814 in Berlin; † 26. Juli 1877 in Stettin) war ein deutscher Verleger und Buchhändler. 
In Stettin besuchte Saunier die Friedrich-Wilhelms-Schule. Anschließend absolvierte er eine Ausbildung in der Buchhandlung von Stuhr in Berlin. Im Sommer 1836 war er als Gehilfe in der Buchhandlung Oehmigke tätig. Während dieser Zeit bereitete er sich darauf vor, eine eigene Buchhandlung zu gründen. Noch im selben Jahr, 1836, kaufte er die Buchhandlung von Friedrich Heinrich Morin in Stettin für 15.000 Taler und führte damit seine erste eigene Buchhandlung.
Im Jahr 1840 erwarb er das Haus des Kaufmanns C. W. Meister, um sein Warensortiment zu erweitern. Neben politischer, schöngeistiger und fachwissenschaftlicher Literatur sowie Schulbüchern bot er fortan auch ausländische Werke, ein Musikalienlager, Zeichenbücher, Atlanten, Erd-, Himmels- und Segelkarten sowie Globen an.
Saunier pflegte in Stettin enge Kontakte zu literarisch interessierten Kreisen. „Sogar in Häusern wie dem der Frau Geheimrätin Tilebein hatte er Zutritt. Dort lernte er unter anderem den Enkel Goethes, Walther von Goethe, kennen.“
In den Jahren 1863 und 1877 war Saunier in Stettin als Stadtverordneter tätig und erwarb sich „große Verdienste um die Stadterweiterung.“ Darüber hinaus engagierte er sich ehrenamtlich im Presbyterium der französisch-reformierten Gemeinde sowie in mehreren Wohltätigkeitsvereinen. 
Saunier starb am 26. Juli 1877 in Stettin. 

## Familie
Saunier hatte eine Tochter Nathalie (1842–1927). Ein Enkel war der evangelische Pfarrer und Schriftsteller Artur Brausewetter. 